# Keinonen
Keinonen är en sjö i kommunen Sonkajärvi i landskapet Norra Savolax i Finland. Den är 2 meter djup. Arean är 38 hektar och strandlinjen är 3,43 kilometer lång. Sjön  ingår i Vuoksens huvudavrinningsområde.   Den ligger omkring 91 kilometer norr om Kuopio och omkring 420 kilometer norr om Helsingfors. 
Keinonen ligger väster om Kotjonjärvi. 